# 廖慧全
廖慧全，現任公務人員保障暨培訓委員會主任秘書。

## 學歷及考試
- 國防大學國防管理學院法律研究所碩士
- 公務人員特種考試軍法人員乙等考試軍法官類科及格

## 經歷
- 陸軍總司令部所屬軍事檢察官、軍法官
- 臺北市政府訴願審議委員會編審、組長